# Paul Gonsalves Meets Earl Hines
Paul Gonsalves Meets Earl Hines ist ein Jazzalbum von Paul Gonsalves und Earl Hines. Die am 15. Dezember 1970 in den National Studios New York City und am 29. November 1972 im Hank O’Neal Studio entstandenen Aufnahmen erschienen 1974 auf Black Lion Records. Die Aufnahmen wurden zunächst als LP unter dem Titel It Don’t Mean a Thing If It Ain’t Got That Swing veröffentlicht.

## Hintergrund
Eine der seltenen Sessions des Saxophonisten Paul Gonsalves unter eigenem Namen ohne weitere Bläser war Paul Gonsalves Meets Earl Hines, zusammen mit dem Bassisten Al Hall und dem Schlagzeuger Jo Jones. Die Titel waren „It Don’t Mean a Thing“, „Over the Rainbow“, What Am I Here For, Moten Swing und I Got It Bad and That Ain’t Good. Das Album wurde von Stanley Dance konzipiert und produziert, der die beiden Musiker in den National Studios (730 Fifth Avenue) zusammenbrachte. Der zusätzliche Track aus dem Jahr 1972, aufgenommen in den Hank O’Neal Studios, ist eine Solo-Version von Blue Sands, gespielt von seinem Komponisten Earl Hines.

## Titelliste
- Paul Gonsalves Meets Earl Hines (Black Lion Records BLCD760177)
  1. It Don’t Mean A Thing If It Ain’t Got That Swing! (Duke Ellington, Irving Mills) 10:45
  2. Over the Rainbow (Harold Arlen, Yip Harburg) 4:02
  3. What Am I Here For? (Duke Ellington, Frankie Laine) 5:43
  4. Moten Swing (Bennie Moten, Buster Moten) 7:15
  5. Blue Sands (Hines) 4:45
  6. I Got It Bad and That Ain’t Good (Duke Ellington, Paul Francis Webster) 7:01

## Rezeption
Scott Yanow verlieh dem Album in AllMusic vier Sterne und schrieb, der langjährige Tenorsaxophonist von Duke Ellington passte perfekt zu dem erfinderischen Pianisten Earl Hines, der in den fünf Standards in Topform sei. Die Musik swinge hart und habe ihre überraschenden Momente.
Was dieses Album so ungewöhnlich mache, meinte Marc Myers in seinem Blog Jazzwax, sei, „wie sanft es ist. Historisch gesehen ist Gonsalves ein Saxophon-Gladiator, insbesondere bei den Cookin’-Sessions in den 1950er Jahren und mit Tubby Hayes und Sonny Stitt. Aber hier geht Hines es ruhig an und Gonsalves folgt mit einem besinnlichen, rauchigen Ton. Es ist fast so, als würde man ihm in Zeitlupe zuhören, was einem die Möglichkeit gibt, ihn in seiner vollen Pracht zu hören.“ In dieser Hinsicht sei er mehr Ben Webster als Coleman Hawkins. Auf diesen Alben zeigten zwei „Geschwindigkeitsdämonen“ eine bewundernswerte Selbstbeherrschung, meinte Myers. Es sei „schön und einfach“ gemacht, so sein Resümee.